# Heimer
Denna artikel handlar om den forngermanske hjälten Heimer. Se också IF Heimer och Henrik Heimer.
Heimer eller Heme, isländska Heimir, är en forngermansk hjälte, som oftast nämns tillsammans med kämpen Vidga, och då denne återgår på den gotiske hjälten Vidigoia i förra hälften av 300-talet, torde också Heimer vara av gotisk börd. Den angelsaxiska dikten Widsið nämner Wudga och Hāma som gotiska kämpar mot hunnerna i Weichselskogen, vilken trakt var goternas äldsta kända bostad. Då Heimer och Vidga under sagans utveckling omväxlande förbands med de gotiska kungarna Ermanarik och Teoderik, uppfattades de alltmer som förrädare, och så skildras de i Didrikssagan. I Völsungasagan är Heimer fosterfar till Brynhild och i Ragnar Lodbroks saga fosterfar till Aslaug, Brynhilds dotter med Sigurd Fafnesbane. Han dolde barnet för fienderna i en harpa och vandrade som spelman, tills han vid Spangereid i Norge dödades under sömnen av Åke och Grima, som trodde harpan innehöll skatter.

## NamnetHeimer
Namnformen Heimer med accent 1 är en modernisering av det fornnordiska Heimir. Namnet Heimir är en ija‑stam, och skulle, om det fortlevt i svenska språket, ha haft formen Heme med ordslut på ‑e och accent 2; jämför Börje, som utvecklats ur fornsvenska Birghir. Formen Heimer har anslutits till a‑stammarna, som, om nominativändelsen ‑r bevarats i svenska (till exempel i ”slarver”), har accent 1 och svarabhaktivokalen ‑e‑. Formen Heimer uttalas i nutida svenska som om den återginge på ett enstavigt fornnordiskt Heimr, men den fornnordiska formen var tvåstavigt Heimir, vilket skulle ge accent 2 i nutida svenska.
Namnet Heme finns i Sverige belagt i sockennamnet Hemmesjö.